# Ari Sihasale
Juharson Estrella Sihasale (Nacido en Tembagapura, Papúa, el 5 de octubre de 1973),  conocido artísticamente como Ari Sihasale o Ale es un actor, cantante y músico indonesia.

## Carrera
Ale se había unido a un grupo musical llamado Cool Colours con Ari Wibowo, Surya Saputra y Jonathan. Actualmente tiene una productora llamada "Alenia", que es una empresa fotográfica y que lo admistra junto con su esposa que le dio lugar a la primera película en el Alto Cloud.

## Vida personal
Ari está casado con Nia Zulkarnaen, un artista de Indonesia. Fue amigo íntimo del actor ya fallecido, Taufik Savalas.

## Filmografía

### Sebagai pemeran
- Virgin (2005)
- Heart (2006)
- Denias, Senandung di Atas Awan (2006)
- Oh Baby (2008)
- Liburan Seru! (2008)
- Garuda di Dadaku (2009)
- King (2009)
- Tanah Air Beta (2010)

### Sebagai produser
- Denias, Senandung di Atas Awan (2006)
- Liburan Seru! (2008)
- King (2009)

### Sebagai sutradara
- King (2009)
- Tanah Air Beta (2010)

## Sinetron
- Ali Topan Anak Jalanan
- Andini
- Cinta Pertama
- Camelia
- Antara Jakarta-Perth